# NGC 6663
NGC 6663 (również PGC 62032 lub UGC 11276) – galaktyka spiralna (Sc), znajdująca się w gwiazdozbiorze Lutni. Odkrył ją Edward D. Swift 29 maja 1887 roku.